# هانیه رجبی
هانیه رجبی (زاده ۱ آبان ۱۳۷۴ - تهران) ووشوکار اهل کشور ایران است.
وی در مسابقات مختلفی شرکت کرده‌است که می‌توان به کسب مدال برنز مسابقات ووشو آسیا ۲۰۱۲، مدال برنز مسابقات ووشو جوانان جهان ۲۰۱۲، یک مدال طلا، یک نقره و دو برنز مسابقات ووشو جوانان آسیا، و مدال نقره بازی‌های همبستگی کشورهای اسلامی ۲۰۱۳ اندونزی در بخش تالو سبک چانگ چوان اشاره کرد

### مسابقات ووشو قهرمانی جهان ۲۰۱۹
در تالو و در فرم «نن دائو» ، هانیه رجبی  با کسب امتیاز ۹.۴۹ به مدال نقره دست یافت. در این فرم نماینده مالزی با ۹‌.۶۱ طلا گرفت و تالوکار از ازبکستان با ۹.۴۸ به مدال برنز رسید.وی همچنین در فرم «نن گوئن» زنان موفقیت خود را در نن دائو را تکرار کرد و در این فرم نیز به مدال نقره دست یافت تا مسابقات را با ۲ نقره به پایان ببرد. در فرم «نن گوئن» نماینده هنگ کنگ اول و آمریکا سوم شد.